# Buchhorst (Oebisfelde-Weferlingen)
Buchhorst ist ein Ortsteil der Stadt Oebisfelde-Weferlingen im Landkreis Börde in Sachsen-Anhalt.

## Geographie

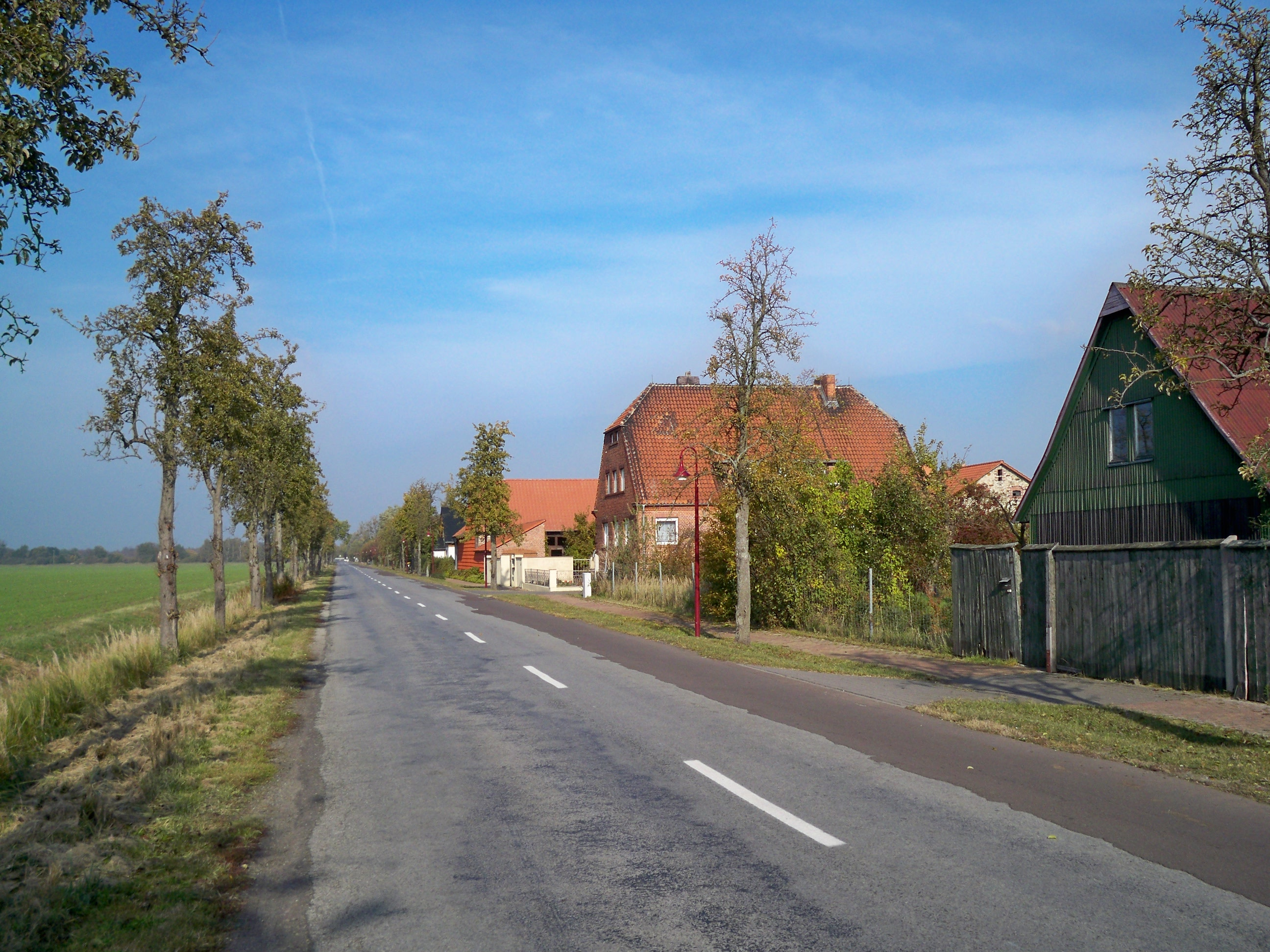
Straßenansicht

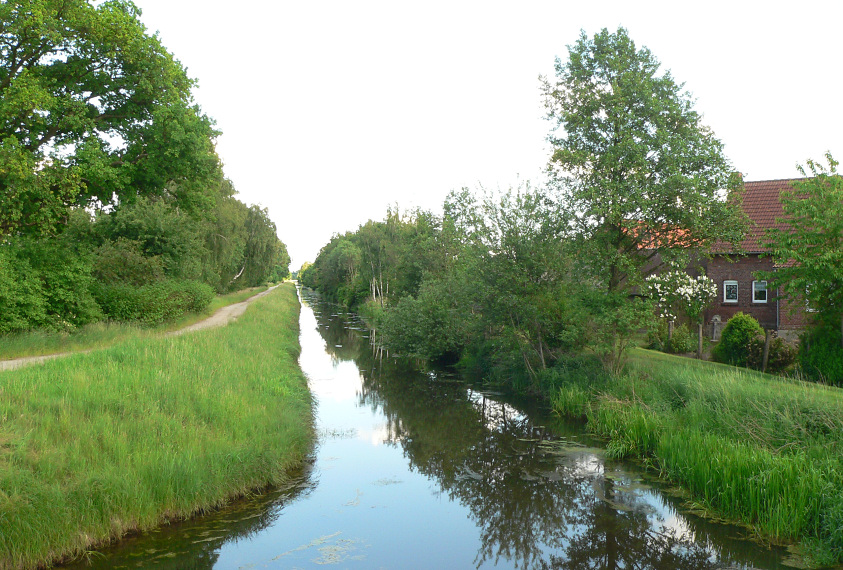
Ohre in Buchhorst

Buchhorst ist ein Straßendorf innerhalb des Niedermoorgebiets Drömling. Es liegt als einziges Dorf innerhalb des Naturschutzgebietes Ohre-Drömling und hat rund 230 Einwohner. Durch Buchhorst fließt die Ohre. Der Ort Buchhorst wird von drei Siedlungen begrenzt: der Kolonie Wassensdorf (an der Ohre) sowie Wassensdorfer Buchhorst (in der Nähe des späteren Bahnhofs) und Weddendorfer Buchhorst (um die heutige Diskothek herum).
Der Ort ist vor allem von Grünland umgeben und liegt rund sechs Kilometer nördlich von Oebisfelde und vier Kilometer nördlich von Wassensdorf. Es ist der einzige Ortsteil von Oebisfelde-Weferlingen nördlich des Mittellandkanals, der rund einen Kilometer südlich von Buchhorst verläuft. Nach Dannefeld im Osten sind es rund acht Kilometer, nach Kunrau und Röwitz im Norden rund zehn Kilometer. Der Wohnplatz Hopfenhorst liegt rund zwei Kilometer nordöstlich, der Wohnplatz Bleuenhorst drei Kilometer an der Straße nach Dannefeld.

## Geschichte

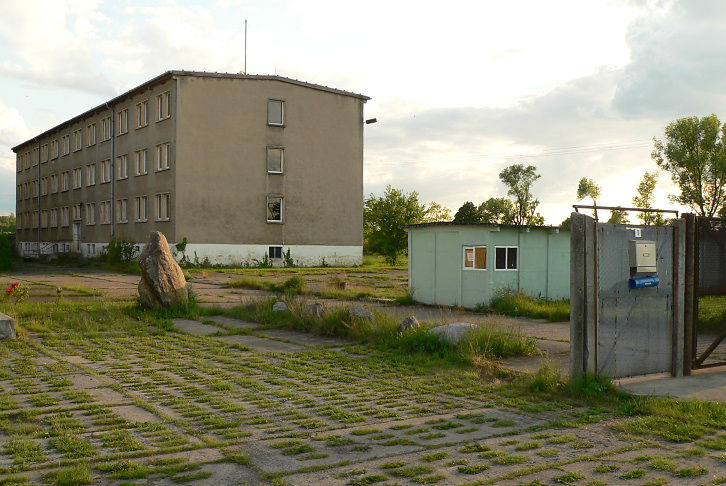
Ehemalige Kaserne der DDR-Grenztruppen

Buchhorst wurde erstmals 1770 als erhöhte Stelle (Horst) im Drömling erwähnt. Nach dem Abschluss der Meliorationsarbeiten um 1801 begann die Besiedelung. Der Ort teilt die Bezeichnung -horst mit 23 weiteren namentlich bekannten Horsten innerhalb des Drömlings.
Gegen Kriegsende starben mindestens 53 Häftlinge des KZ Neuengamme, als ihr Zug drei Tage lang auf dem Buchhorster Abstellgleis stand und sie den Zug nicht verlassen durften. 1952 bis 1990 war Buchhorst DDR-Grenzübergangsstelle (GÜSt) im Schiffsverkehr auf dem Mittellandkanal mit der Bundesrepublik Deutschland. Die Abfertigung fand südlich des Ortes an der Querung mit der Landesstraße statt, etwa fünf Kilometer von der innerdeutschen Grenze entfernt. Unter anderem für das Personal der GÜSt stand nahe dem Bahnhof eine Kaserne der Grenztruppen der DDR. Von 1952 bis zur Wende lag Buchhorst in der 5-km-Sperrzone, die nur von befugten DDR-Bürgern betreten werden durfte.
Durch Ausgliederung aus Wassensdorf im Kreis Klötze entstand am 1. Januar 1957 die Gemeinde Buchhorst. Buchhorst wurde am 14. April 1994 ein Ortsteil der Stadt Oebisfelde.
Von 1994 bis zum 1. Januar 2005 gehörte der Ortsteil zur Verwaltungsgemeinschaft Oebisfelde, danach von 2005 bis zum 31. Dezember 2009 zur Verwaltungsgemeinschaft Oebisfelde-Calvörde im Ohrekreis bzw. ab 2007 zum Landkreis Börde. Am 1. Januar 2010 wurde aufgrund einer Gemeindegebietsreform in Sachsen-Anhalt die Stadt Oebisfelde-Weferlingen gegründet. Buchhorst, als Ortsteil der ehemaligen Stadt Oebisfelde, wurde zum Ortsteil der neuen Stadt Oebisfelde-Weferlingen.

## Infrastruktur
In Buchhorst befand sich eine Diskothek. Am Steimker Graben gibt es ein 1970 errichtetes ehemaliges Schöpfwerk mit Informationstafeln der Verwaltung des Naturparks Drömling, das zeitweise als Informationszentrum genutzt wurde.
Buchhorst liegt an der Landesstraße Oebisfelde–Klötze. Eine Kreisstraße führt von Buchhorst über den Wohnplatz Bleuenhorst nach Dannefeld. Buchhorst wird von Rufbussen der Personenverkehrsgesellschaft Altmarkkreis Salzwedel (PVGS, Richtung Oebisfelde und Salzwedel) und Bussen der OhreBus Verkehrsgesellschaft (Richtung Weferlingen) bedient. Buchhorst besaß einen Bahnhof – später einen Haltepunkt – an der Bahnstrecke Salzwedel–Oebisfelde; die Strecke wurde 2002 stillgelegt und die südlich von Buchhorst gelegene Brücke über den Mittellandkanal einige Jahre später demontiert.

## Sonstiges
In und um Buchhorst gibt es zahlreiche Weißstorch-Horste.
Die Schauspielerin Andrea Lüdke (* 1963) ist in Buchhorst aufgewachsen.